# 宋達
宋達（1916年2月28日—1975年8月7日），原名揚暉，表字映潭，中華民國國軍將領，湖南省湘潭縣客家人。1933年加入中華民國海軍，晉升少尉時轉任中華民國陸軍，從少尉做到中將，曾任陸軍供應司令、聯合勤務總司令部副總司令等職。退役後曾任行政院研究發展考核委員會副主委及行政院國軍退除役官兵輔導委員會秘書長。曾兼任中國文化學院企業管理系主任。1975年8月7日凌晨2時卒於台北市，葬陽明山第一公墓。

## 家庭
妻子胡窕容和少帥張學良髮妻于鳳至是閨蜜，於2017年11月28日辭世。共生9個孩子，因為經歷戰亂，只有5個孩子存活下來，除了大姐外，原來排行老五的宋楚瑜就成了長子；宋楚瑜曾任中國國民黨秘書長、臺灣省政府主席、民選臺灣省省長、APEC特使，現為親民黨主席。宋楚瑜妹妹宋楚瓊曾任美國馬里蘭大學電算中心主任，長年旅居國外。

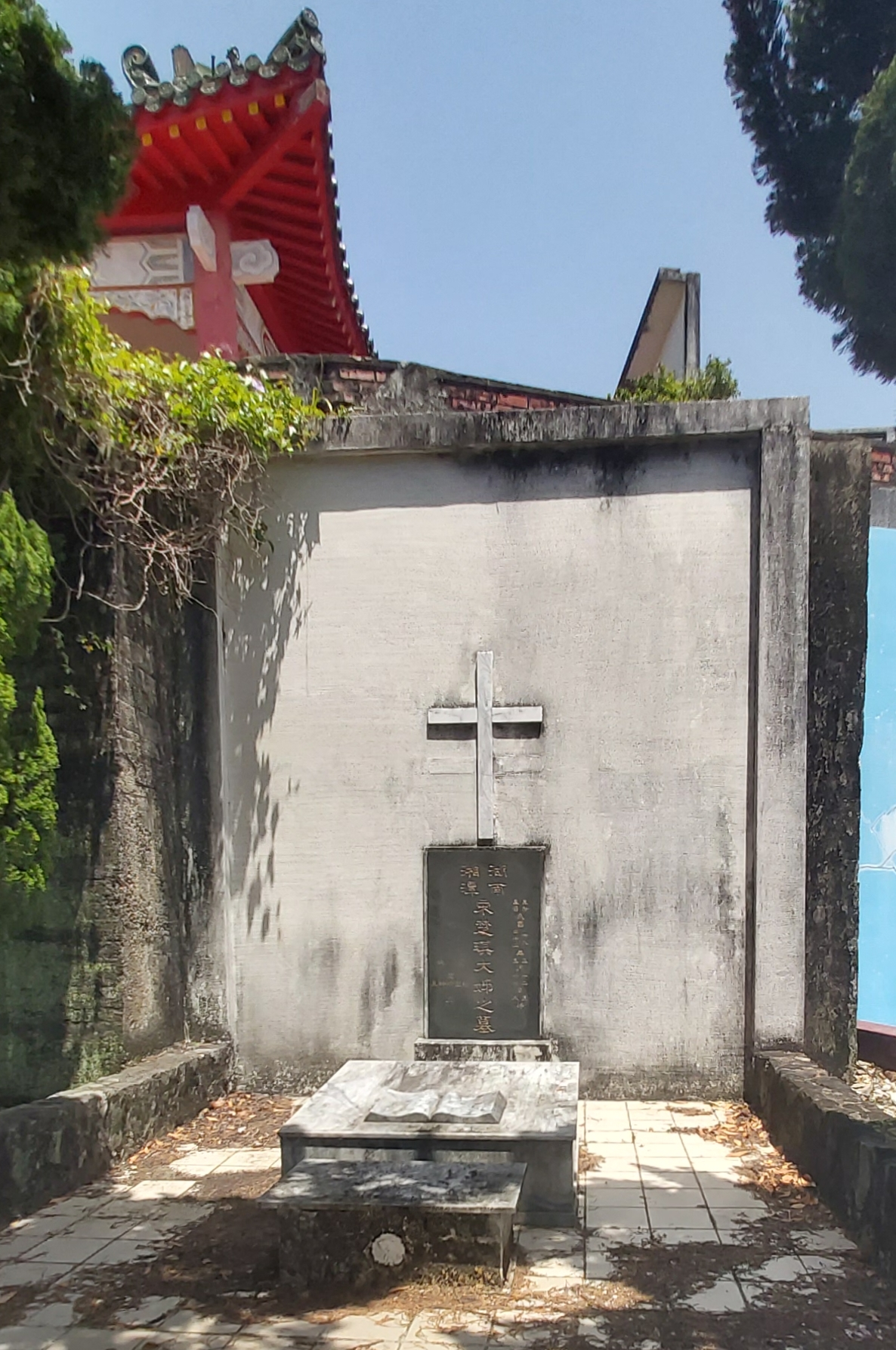
宋達長女宋楚琪之墓，1953年幼齡溺亡，陽明山公墓的墓碑由宋達親自設計。
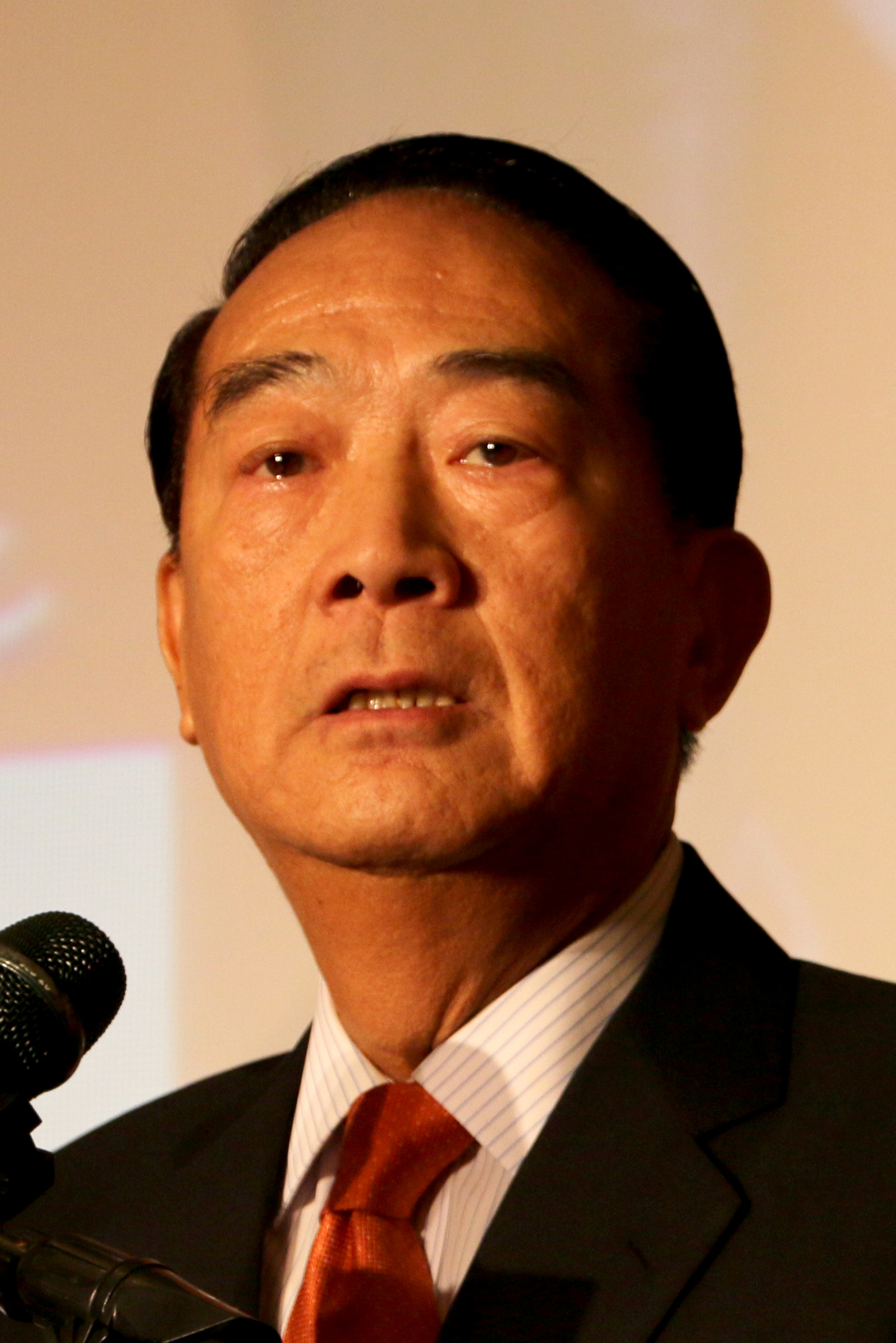
宋達長子宋楚瑜肖像，唯一一任的臺灣省長。

## 著作
- 國軍參謀業務後勤篇
- 行政三聯制的理論體系與實施方法